# Morane-Saulnier MS.406

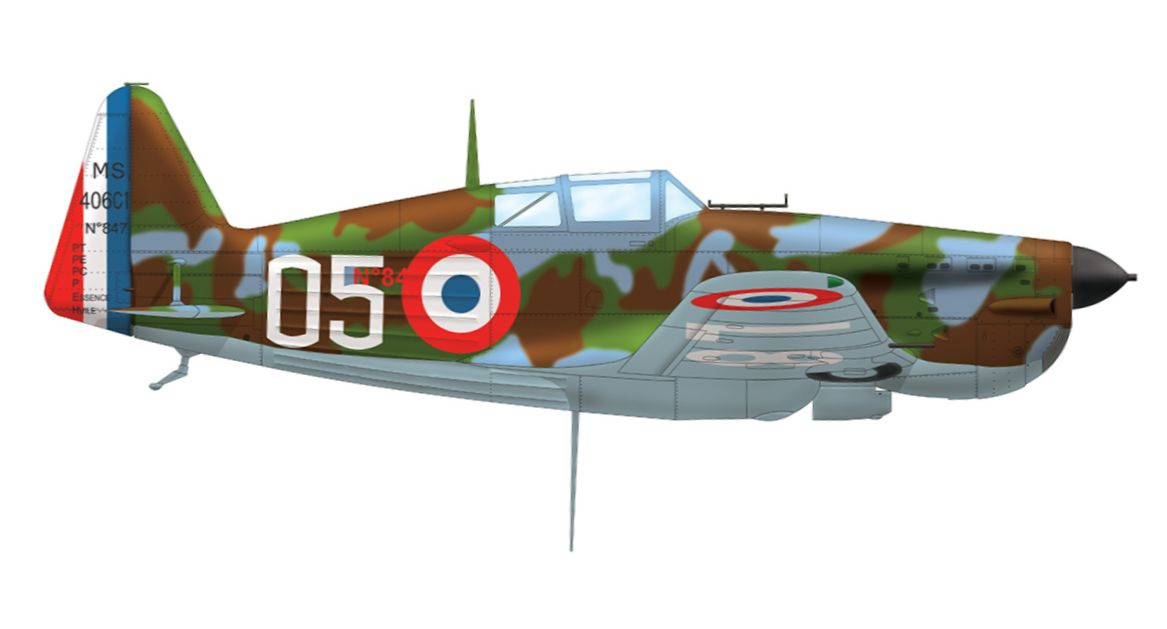
Sylwetka MS.406 z dywizjonu GC I/6

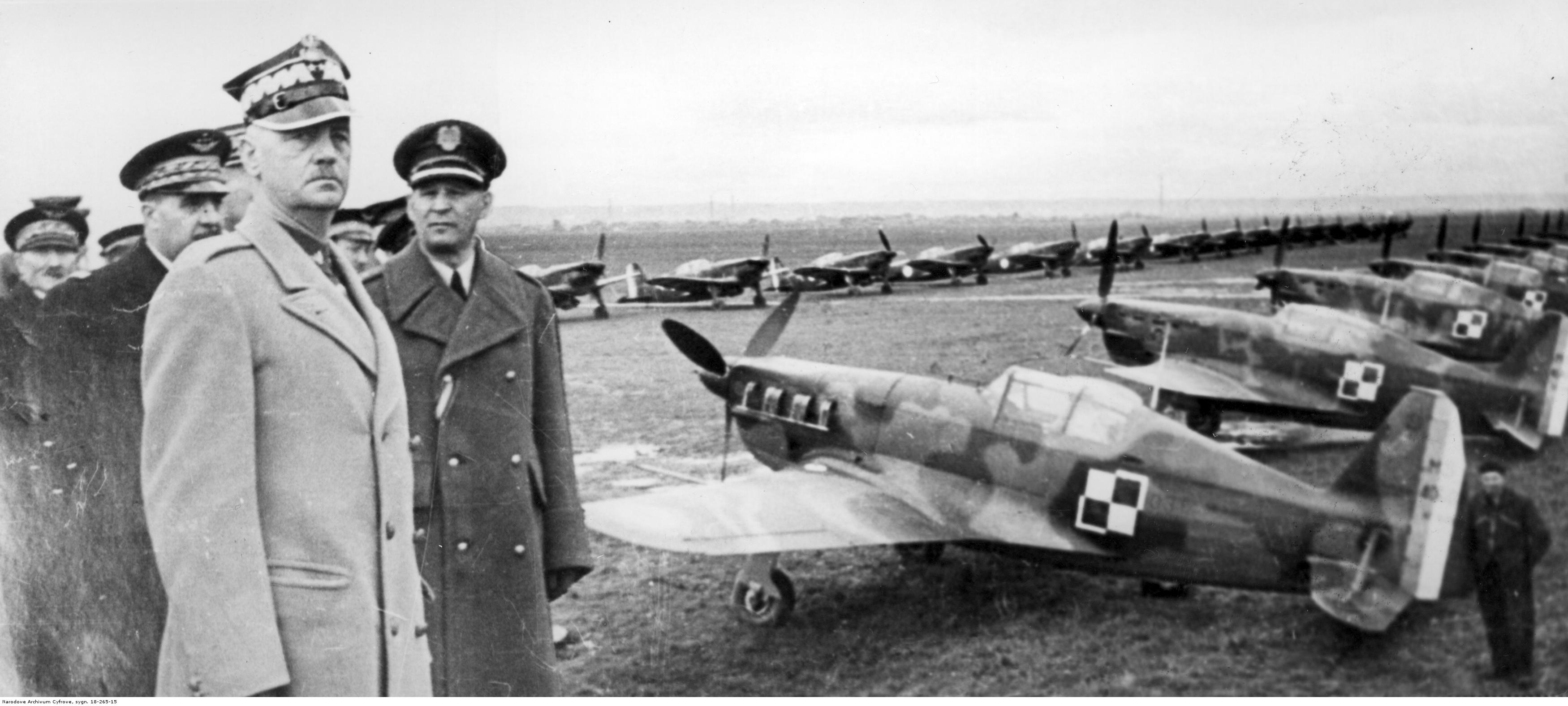
Wizyta gen. Władysława Sikorskiego w ośrodku szkoleniowym Polskich Sił Powietrznych w Bron - przygotowanie do defilady. Od prawej: gen. Józef Zając, gen, Władysław Sikorski, gen. Victor Denain. Widoczne także samoloty myśliwskie Morane-Saulnier MS.406

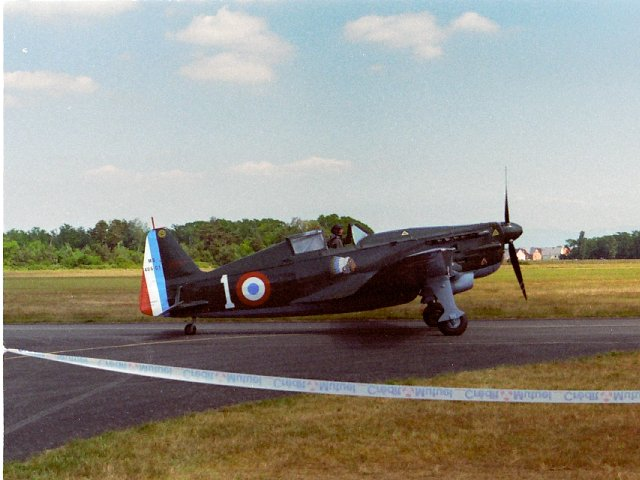
Wersja D-3800 produkowana w Szwajcarii

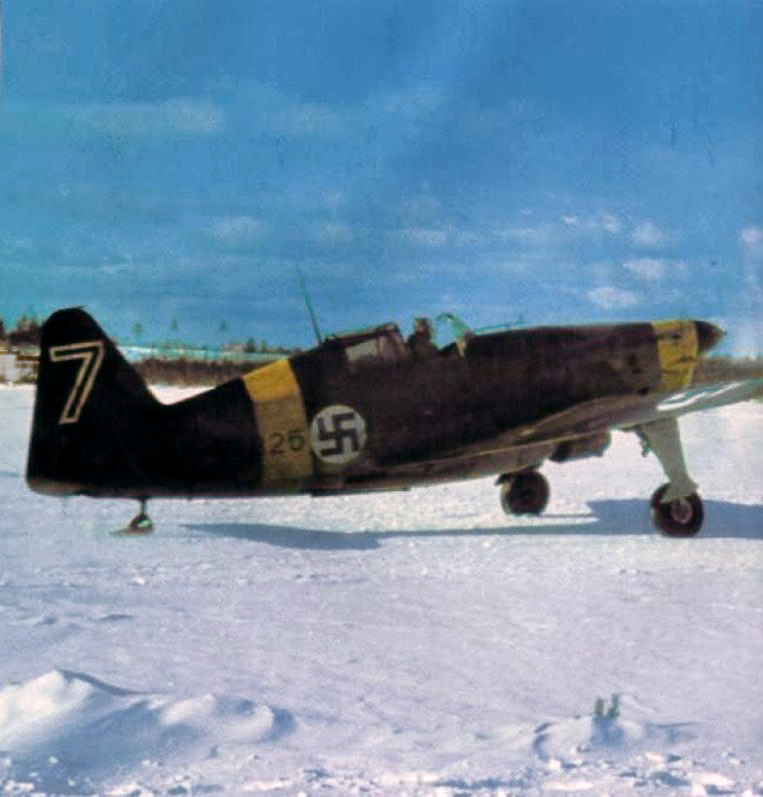
Morane-Saulnier MS.406 w służbie lotnictwa fińskiego

Morane-Saulnier MS.406 – francuski samolot myśliwski, zaprojektowany i skonstruowany w wytwórni lotniczej Morane-Saulnier w Puteaux w 1938 roku. Jego wcześniejszym wariantem był MS.405.
W momencie przystąpienia Francji do II wojny światowej był to najliczniejszy spośród pozostających w służbie myśliwców francuskich.

## Historia

### Powstanie i rozwój
Koncepcja budowy samolotu myśliwskiego Morane-Saulnier MS.406 narodziła się, gdy 13 lipca 1934 roku Sztab Generalny francuskich sił powietrznych przedstawił założenia  jednomiejscowego samolotu myśliwskiego z chowanym podwoziem, z uzbrojeniem obejmującym działko 20 mm, osiągającego prędkość lotu 450 km/h na wysokości 4000 m. 1 września tego roku ogłoszono wymagania techniczne MTCPT.4, później korygowane, ostatecznie sformułowane 16 listopada 1935 roku. Na konkurs wpłynęły projekty aż dziewięciu samolotów myśliwskich wytwórni francuskich, lecz nie wszystkie zdążyły zostać dopracowane. Warunki zakładały zaprezentowanie prototypów samolotów do sierpnia 1935 roku (faktycznie badano także samoloty ukończone później). Wśród nich był projekt samolotu Morane-Saulnier MS.405, który został wstępnie przyjęty do dalszych prac.
Przystąpiono więc do dalszych prac konstrukcyjnych pod kierownictwem Paula-René Gauthiera i już 8 sierpnia 1935 roku dokonano oblotu prototypu samolotu oznaczonego jako Morane-Saulnier MS.405.01 (pilot Michel Détroyat). Samolot ten miał nowoczesną konstrukcję dolnopłata z zakrytą kabiną i wciąganym w locie podwoziem. Do napędu prototypu użyto 12-cylindrowego rzędowego silnika tłokowego w układzie V12 Hispano-Suiza 12Ycrs o mocy 830 KM (610 kW), testowanego z różnymi śmigłami. Uzbrojenie składało się z 1 działka kal. 20 mm strzelającego współosiowo przez reduktor i wał śmigła oraz dwóch karabinów maszynowych zabudowanych w skrzydłach. Od 10 marca 1936 roku samolot był badany w ośrodku wojskowym CEMA w Vélizy-Villacoublay, odbywając tam 180 lotów. Samolot został dobrze oceniony i w raporcie z 25 lipca zalecono nieliczne poprawki. W toku dalszego rozwoju między innymi zwiększono wznios skrzydeł z 5°43′ do 6°51′ w celu zwiększenia stabilności. 10 listopada 1936 roku prototyp został formalnie zamówiony przez lotnictwo francuskie. Pod koniec listopada samolot był wystawiony na Salonie Lotniczym w Paryżu, po czym powrócił do prób w CEMA. W toku prób osiągnął on prędkość maksymalną 443 km/h na wysokości 4000 m. Próby tego samolotu trwały do maja 1937 roku, w trakcie których osiągnął on prędkość 488 km/h w locie poziomym i 730 km/h w locie nurkowym. Zbudowano także drugi prototyp, oblatany 20 stycznia 1937 roku, z silnikiem HS 12Ygrs o mocy 860 KM, ale 29 lipca uległ on katastrofie (prawdopodobnie na skutek utraty przytomności pilota).

### Produkcja
W związku z dobrymi osiągami samolotu, 27 listopada 1936 roku lotnictwo francuskie złożyło wstępne zamówienie, a 1 marca 1937 roku zamówiło w zakładach Morane-Saulnier w Puteaux serię przedprodukcyjną 16 samolotów MS.405, z terminem wykonania do 1 listopada. Jego realizacja jednak znacznie opóźniła się z powodu problemów leżących po stronie zakładów oraz ogólnych perturbacji towarzyszących częściowej nacjonalizacji francuskiego przemysłu. Pierwszy z nich oblatany został dopiero 3 lutego 1938 roku, a ostatni odebrano 3 stycznia 1939 roku. Samolot otrzymał oznaczenie wojskowe: MS 405 C1 (C1 oznaczało myśliwiec jednomiejscowy). W tym czasie trwały dalsze poprawki konstrukcyjne i ostatecznie czwarty samolot serii przedprodukcyjnej uznano za wzorcowy do produkcji seryjnej – samolot ten oznaczono jako Morane-Saulnier MS 406C1. Różnił się on wprowadzeniem silnika HS 12Y31 i śmigła Chauviére 351M i został oblatany 20 maja 1938 roku. Pierwszy seryjny samolot MS 406C1 został oblatany w dniu 29 stycznia 1939 roku.
Z uwagi na ograniczony potencjał produkcyjny zakładów Morane-Saulnier, lotnictwo jednocześnie zdecydowało 27 listopada 1936 roku złożyć zamówienia na licencyjną budowę samolotu w upaństwowionych zakładach SNCAO w Bouguenais. Już 5 kwietnia 1937 roku zamówiono w SNCAO 50 samolotów, a w sierpniu dalsze 80 samolotów. Również ten producent borykał się z dużymi opóźnieniami i pierwszy samolot wykonany częściowo w SNCAO oblatano 1 czerwca 1938 roku, a pierwszy wyprodukowany w całości odebrano 6 września tego roku. Przyczynami opóźnień były m.in. słaba organizacja pracy i kontaktów z poddostawcami, zła współpraca ze strony zakładów Morane-Saulnier, trzymiesięczny strajk, a także skomplikowane wytwarzanie niektórych elementów, jak okucia i dźwigary skrzydeł, wymagające nowego oprzyrządowania. Samolot był dość pracochłonny – w połowie 1938 roku wymagał ok. 14 000 roboczogodzin (a Bloch MB.152 – 8000). Cena na koniec 1938 roku wynosiła 773 000 franków za płatowiec i 377 000 franków za silnik, a z kompletem części zamiennych sięgała ok. 2,2 mln. franków.
Dalsze zamówienia złożono w związku z rozbudową lotnictwa z uwagi na groźbę wojny, w ramach Planu V przyjętego w marcu 1938 roku. 11 i 12 kwietnia zamówiono 90 samolotów w zakładach Morane-Saulnier, 325 w SNCAO, 130 w SNCAM  w Tuluzie i 370 w SNCAC. Łącznie z kolejnym zamówieniem w SNCAO, zamówienia MS 405/406 dla francuskich Sił Powietrznych wyniosły łącznie 1061 samolotów i dodatkowo 8 dla obrony powietrznej zakładów w Bouguenais. W związku z opóźnieniami u nowych producentów, władze państwowego przemysłu lotniczego zdecydowały pod koniec 1938 roku powierzyć SNCAO wiodącą rolę w produkcji, podczas gdy SNCAC produkowały skrzydła, SNCAM usterzenia, a niektóre elementy inni poddostawcy. Osobne problemy stwarzała dostępność silników i śmigieł, powodująca że gotowość części samolotów była opóźniona. Pod koniec 1938 roku rozpoczęto zakupy silników produkowanych na licencji przez Škodę w Czechosłowacji, lecz możliwość ta odpadła po zajęciu jej przez Niemcy w marcu 1939 roku. Sukcesu nie przyniosła próba pozyskania ich w Szwajcarii, a nawet w ZSRR (licencyjne Klimow M-100). W efekcie, do końca 1938 roku lotnictwo odebrało tylko 27 samolotów, w tym 13 przedseryjnych. Sytuacja ulegała polepszeniu w toku 1939 roku i w styczniu odebrano ich 23, a przykładowo w maju 105 i sierpniu 132. Nie wszystkie samoloty uzbrojone jednak były w działka.
Już w trakcie eksploatacji pierwszych egzemplarzy seryjnych dokonywano poprawek konstrukcji w związku z ujawnianymi wadami, m.in. w październiku 1939 roku opancerzono kabinę pilota i wzmocniono konstrukcję kadłuba oraz usterzenie.
We wrześniu 1938 roku licencję na budowę samolotu MS.406C1 wykupiła Szwajcaria, która od września 1939 roku do lipca 1940 roku wyprodukowała w zakładach EFW (Eigenossiches Flugzeugwerk) w Emmen 80 samolotów oznaczonych jako D-3800. W późniejszych latach produkowano zmodyfikowaną wersję D-3801. 
Samoloty Morane-Saulnier MS.406C1 oprócz lotnictwa francuskiego zamówiła także Polska w liczbie 120 sztuk, samoloty te jednak nie dotarły z powodu wybuchu II wojny światowej. Samoloty wyruszyły już do Polski drogą morską do rumuńskiego portu w Konstancy, lecz zostały zawrócone do Francji. Ponadto samoloty te zostały zamówione przez kilka innych krajów, m.in. Litwę (13 sztuk), Chiny (12 sztuk), Jugosławię (25 sztuk), Turcję (45 sztuk), Finlandię (30 sztuk), lecz dotarły tylko do dwóch ostatnich, pozostałe ich nie otrzymały. 13 samolotów dla Litwy, wykonanych do sierpnia 1939 roku, zostało przejętych we wrześniu przez lotnictwo francuskie.
Po zajęciu Francji przez Niemcy w 1940 roku 37 samolotów MS.406C1 zostało sprzedanych Finlandii, a część zdobytych samolotów przekazali rządowi Chorwacji (48 sztuk). Bułgaria otrzymała od rządu Vichy w 1942 roku 20 samolotów MS.406 i używała ich do końca wojny.
Łącznie wyprodukowano 1098 samolotów Morane-Saulnier MS.406C1.

## Użycie w lotnictwie
Pierwsze nieliczne przedseryjne samoloty MS 405 trafiły do dywizjonu GC I/7 w kwietniu/maju 1938 roku, lecz były one używane do prób wojskowych. Na większą skalę samoloty MS 405/406 zaczęły wchodzić na uzbrojenie dopiero na początku 1939 roku, najpierw w skład 7 pułku lotniczego z Dijon i 6 pułku z Chartres. 1 kwietnia 1939 roku lotnictwo posiadało 104 samoloty, z tego część do szkolenia. Do 29 sierpnia 1939 roku lotnictwo francuskie odebrało 547 egzemplarzy. 1 września tylko 269 samolotów znajdowało się w jednostkach bojowych na obszarze metropolii, a 38 w koloniach w Afryce Północnej (spotykane są rozbieżne liczby, w zależności od źródłowych zestawień i metodologii liczenia). Etat dywizjonu obejmował 18 samolotów i jeden dowódcy.
Samoloty myśliwskie Morane-Saulnier MS.406C1 były używane od początku II wojny światowej przez lotnictwo francuskie oraz walczących w jego formacjach lotników innych państwa sojuszniczych. Mimo że samolot ten ustępował maszynom niemieckim, to jednak latający na tych samolotach piloci do upadku Francji 19 czerwca 1940 roku zanotowali 191 prawdopodobnych zestrzeleń samolotów wroga i 89 potwierdzonych.
W momencie niemieckiego ataku na Francję 10 maja 1940 roku Francuzi dysponowali 950 egzemplarzami MS.406 C1, z czego 135 znajdowało się we francuskich koloniach. Po klęsce na samolotach MS.406C1 latali francuscy piloci lotnictwa Wolnej Francji w Egipcie i początkowo także w pierwszym dywizjonie Wolnych Francuzów GC Alsace w Wielkiej Brytanii. 
Samoloty te używane były też przez lotnictwo rządu Vichy, lotnictwo Finlandii, Turcji, Bułgarii, Szwajcarii i Włoch. Korzystało z nich także lotnictwo rządu faszystowskiej Chorwacji oraz w jednostkach treningowych Luftwaffe. Najdłużej samolotów używano w Szwajcarii, gdzie wycofano je dopiero w 1959 roku, a w Finlandii w 1952 roku.

### Użycie w lotnictwie polskim
W lipcu 1939 roku Polska rozpoczęła starania o nabycie we Francji nowoczesnych myśliwców, aczkolwiek przede wszystkim dotyczące najnowszych Dewoitine D.520, zamiast których Francja początkowo była gotowa zaoferować 10 MS 406. Dopiero 4 sierpnia polskie władze wyraziły zainteresowanie nabyciem samolotów MS 406, po czym francuski rząd 8 sierpnia wyraził zgodę na sprzedaż 160 egzemplarzy z zasobów lotnictwa francuskiego, w tym pierwsze 10 niezwłocznie i po 25 z dostawą do 15 września i 1 października. Z powodu niedoborów działek, miały być one uzbrojone tymczasowo w trzy karabiny maszynowe. 10 sierpnia w locie testowym na MS 406 we Francji zginął w wypadku z przyczyn technicznych kpt. Andrzej Włodarkiewicz. Ostatecznie umowę na zakup 120 samolotów MS 406, przy wykorzystaniu kredytu francuskiego, podpisano 18 sierpnia. Pierwsza partia 20 samolotów miała wyruszyć do Polski 29–30 sierpnia statkiem z innym materiałem wojennym, lecz załoga wynajętego norweskiego statku „Victo” odmówiła transportu materiałów wybuchowych, co spowodowało konieczność szukania innych rozwiązań. Sprawę skomplikował wybuch wojny 1 września i dopiero 15 września wyruszyły z Dunkierki do rumuńskiego portu w Konstancy statki s/s „Warszawa” i „Rose Schiaffino”, wiozące ogółem 35–40 samolotów MS 406 (brak pewności odnośnie do liczby). Z powodu braku możliwości dostarczenia ich przez Rumunię do Polski, statki jednak rozładowano 21 września w Breście, a 30 z tych samolotów następnie sprzedano w listopadzie Turcji. 
Polscy piloci latali na samolotach Morane-Saulnier MS.406C1 w ramach lotnictwa polskiego we Francji w 1940 roku. Samoloty te używane były praktycznie we wszystkich jednostkach myśliwskich polskiego lotnictwa. Polacy w okresie od 10 maja do 19 czerwca 1940 roku latając na tych samolotach zestrzelili łącznie 38 z ogólnej liczby 52 samolotów zestrzelonych przez polskich pilotów w obronie Francji, tracąc 5 samolotów.

### Użycie w lotnictwie szwajcarskim
Szwajcaria w 1938 r. zakupiła licencję na samolot Morane-Saulnier MS.406. Pierwsza seria produkcyjna otrzymała oznaczenie Morane D-3800, w sierpniu 1940 r. zakończono wprowadzanie tego samolotu do jednostek szwajcarskiego lotnictwa. W szwajcarskiej wersji wprowadzono modyfikacje, m.in. zamiast płozy ogonowej wprowadzono kółko, celownik lunetkowy zastąpiono przeziernikowym oraz poprawiono aerodynamikę poprzez lepsze oprofilowanie skrzydłowych karabinów maszynowych. W latach późniejszych zamiast stałej chłodnicy zastosowano wciąganą oraz śmigła Chavuviere wymieniono na Escher-Wyss o wyższej sprawności. Od grudnia 1940 r. do służby wprowadzano wersję rozwojową oznaczoną jako D-3801, samolot otrzymał mocniejszy silnik. Jego produkcja trwała do 1948 r., samolot pozostał w służbie do 1959 r. Dostosowano go do działań szturmowych, mógł przenosić rakiety. W zbiorach muzealnych zachowały się dwa Morane D-3801 – jeden w muzeum lotnictwa w Dübendorfie, drugi w Meudon.

## Konstrukcja
Jednomiejscowy samolot myśliwski w układzie dolnopłata o konstrukcji całkowicie metalowej.
Kadłub o konstrukcji kratownicowo-podłużnicowej, usztywnionej cięgłami z drutu stalowego. W przedniej części znajdował się silnik z łożem i zakryta kabina pilota wyposażona w trzyczęściową tablicę przyrządów. Fotel pilota dostosowany do spadochronu plecowego, osłonięty płytą pancerną i zabezpieczony kozłem przeciwkapotażowym. Pokrycie w przedniej i środkowej części wykonane z blachy duraluminiowej i tworzywa plymax (sklejka pokryta folią duralową), w tylnej części kadłub był kryty płótnem, a na grzbiecie plymaxem.
Płat dzielony o konstrukcji dwudźwigarowej i wzniosie do 6°51′. Pokrycie wykonane z plymaxu. W skrzydłach były zamontowane karabiny maszynowe wraz z zasobnikami amunicji. W lewym płacie była  umieszczona rurka Pitota oraz reflektor. Wyposażony w lotki wyważone statycznie i aerodynamicznie oraz klapy krokodylowe o maksymalnym kącie wychylenia 40°. Usterzenie było klasyczne, konstrukcji duralowej, kryte blachą; usterzenie poziome podparte zastrzałami. Ster kierunku wyposażony był w sterowaną w locie klapkę wyważającą.
Podwozie było klasyczne, jednogoleniowe, chowane w locie do skrzydeł za pomocą siłownika hydraulicznego (w kierunku do kadłuba), z płozą ogonową. Rozstaw kół wynosił 3434 mm. Wyposażone było w amortyzatory olejowo-powietrzne Olaer-BC.
Napęd stanowił silnik 12-cylindrowy rzędowy w układzie V12 Hispano-Suiza: w MS 405: HS 12Ygrs, w MS 406: HS 12Y31 o mocy startowej i nominalnej na wysokości 3150 m: 860 KM (760 kW). Śmigło było metalowe trójłopatowe o skoku zmiennym w locie: Chauviére 351 o średnicy 3 m, a na niektórych egzemplarzach o płynnej regulacji skoku: Hispano-Suiza 270 o średnicy 3,1 m lub Ratier 1607 o średnicy 3,1 m. Silnik był chłodzony cieczą, z chłodnicą pod kadłubem, częściowo schowaną w kadłubie za silnikiem, wysuwaną hydraulicznie. Samolot miał dwa zbiorniki paliwa o użytecznej pojemności 320 l i 80 l, łącznie 400 l.